# Carrer i plaça de l'Església de Pinós
El carrer i plaça de l'Església de Pinós conforma un conjunt monumental al nucli de Pinós (Solsonès) inclòs a l'Inventari del Patrimoni Arquitectònic de Catalunya.

## Situació
El conjunt culmina un destacat puig que s'aixeca al sud i al peu de la Serra de Pinós i el seu Santuari.
A Pinós s'hi va des del sud per la carretera de Calaf a Vallmanya. A 20 km. de Calaf i 5 abans de Vallmanya(41° 48′ 48″ N, 1° 33′ 01″ E / 41.813299°N,1.550345°E) hi ha un encreuament, molt ben senyalitzat, on, cap al nord es va a Pinós i al Santuari. Des del Santuari, al nord, es baixa a Pinós per la mateixa carretera.

## Descripció

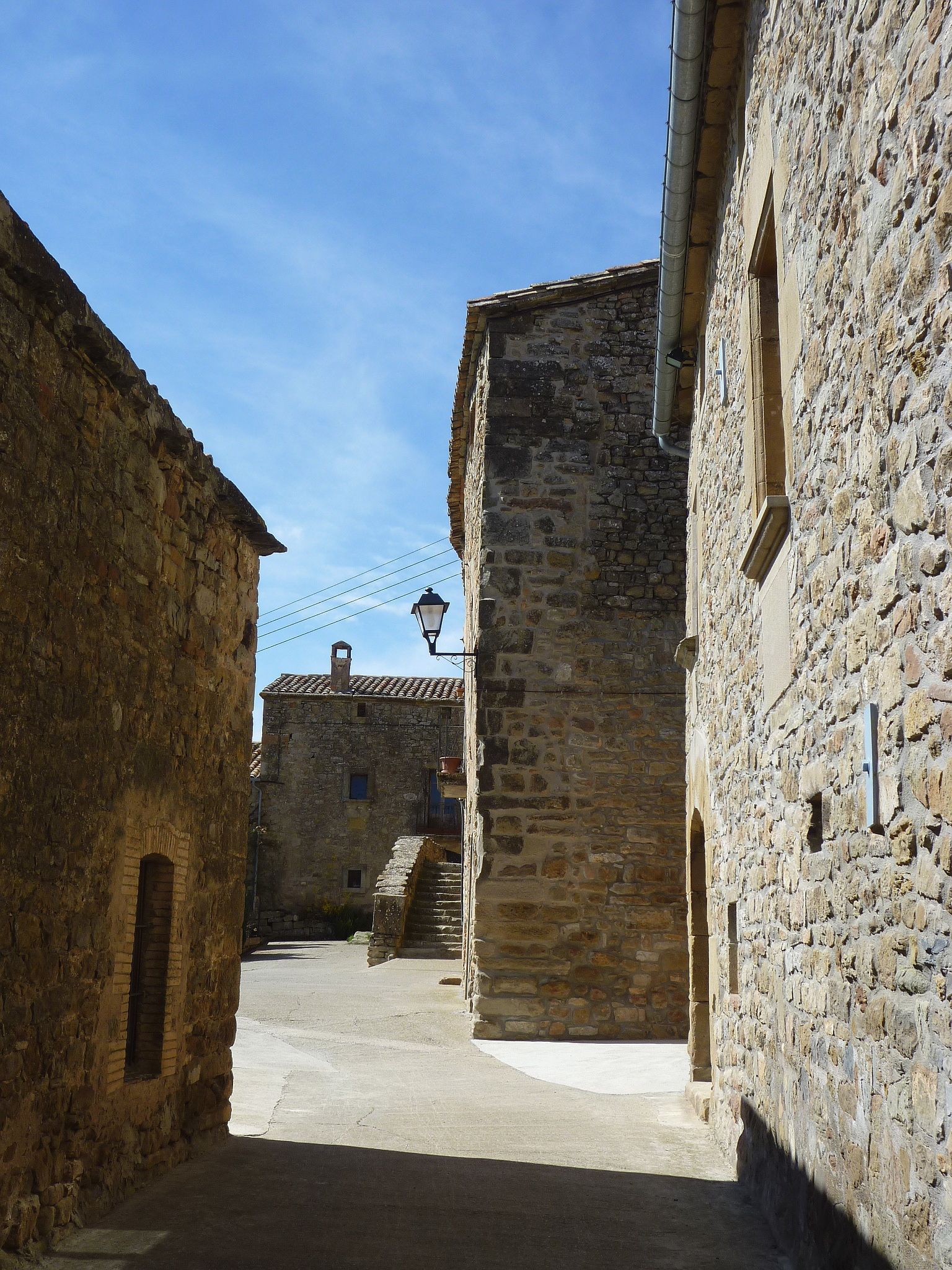
El carrer i la plaça al fons.

Carrers i Plaça de l'Església del poble de Pinós: respon a una típica construcció rural dels segles XVII i XVIII, formada per cases alineades, entre mitgeres, cobertes a doble vessant i amb el carener paral·lel a la façana. Les obertures, gairebé totes amb llindes de pedra i algunes encara amb els arcs apuntats de les primeres construccions dels segles xiv i xv. L'aparell és diasprat: des de les formes treballades a contrapunt fins al reble i l'argamassa.

## Història
El poble formava part del centre històric del lloc i del castell de Pinós. El terme surt esmentat la primera vegada l'any 1064, quan els vescomtes de Cardona, Ramon Folc i la seva muller Ermessenda, donaren a Gerbert, l'església de Sant Grau, al terme de Pinós. El castell de Pinós juntament amb el de Vallmanya formaven part dels dominis dels barons de Pinós, barons que tenien la seva capital a Bagà (Alt Berguedà).